# Al Baqa
Al Baqa o Al Baqa'a, també escrita Al-Beqa o Al baqr (àrab: البقعة, al-Baqʿa o البقاع, al-Baqāʿ), que significa ‘la vall oberta’, és una vila palestina de la governació d'Hebron, a Cisjordània, situada a l'est d'Hebron. Segons l'Oficina Central Palestina d'Estadístiques tenia 1.609 habitants el 2016. Està ocupada per Israel des de 1967, juntament amb la resta de Cisjordània. Es troba intercalat entre els assentaments israelians de Givat Harsina i Kiryat Arba. Wadi al-Ghrous o Wadi al Gruz és una localitat d'Hebron que limita amb l'Al Baqa a l'oest.
Un poble beduí amb el nom Al Baqa'a també existeix uns 11 quilòmetres al sud-est de Ramal·lah.

## Geografia
Al Baqa es troba al cor de la vall de Baqa'a, a pocs quilòmetres a l'est de la ciutat d'Hebron. Es troba intercalat entre els assentaments israelians de Givat Harsina i Kiryat Arba. Al voltant de mig quilòmetre a l'oest del poble es troba la petita localitat de Wadi al-Ghrous, separada per la carretera de circumval·lació 3507, que travessa el poble i connecta els dos poblats israelians. També es localitza una avançada militar al costat de la carretera 3507. Al nord, Al Baqa limita amb Al Bowereh, separada per Givat Harsina. A l'est limit amb Sa'ir i Bani Na'im, separats per l'autovia de circumval·lació israeliana Autopista 60. Al Baqa és una àrea rural.

## Població
Segons el Cens de 2007, la població total d'Al Baqa el 2007 era d'uns 1.200. El 2011, l'Oficina Central d'Estadístiques de Palestina (PCBS) estimava la població en 1.369 persones. Les poblacions d'Al Baqa estan formades bàsicament per sis famílies que són: Jaber, Sultan, Qamery, Talhamey, Al Natsha i Da'na. Wadi al-Ghrous tenia unes 65 famílies en 2005.

## Ocupació israeliana
Al Baqa i la veïna Wadi al-Ghrous estan fortament afectades per l'ocupació israeliana. Estan aïllades de la resta de Cisjordània per assentaments, carreteres de circumval·lació, blocs de carreteres i barreres de separació. Una part significativa de la seva terra està expropiada per a la construcció d'assentaments i carreteres de derivació. Els colons busquen prendre més terres palestines per integrar Givat Harsina i Kiryat Arba i formen un gran bloc d'assentaments.

### Recursos agrícoles i aquàtics
Els residents i observadors palestins informar repetidament d'atacs, demolicions i desamortitzacions per part de colons i militars. El 29 d'octubre de 2009, per exemple, els colons i els empleats de l'Administració civil israeliana aplanaren les terres agrícoles d'Al Baqa'a, van confiscar les xarxes de reg, van destruir totes les barreres de pedra i un grup de reg. En la setmana anterior a aquest atac, els soldats i els colons van atacar els agricultors palestins en un intent per evitar que creixin plantes que són la principal font d'ingressos per a aquestes persones. El 21 de maig de 2012, les forces israelianes, la policia i els treballadors de Mekorot van destruir els cultius i van confiscar els equips de reg. Es van destruir més de 13 dunums de terres agrícoles.
El 2 de març de 2011, les tropes israelianes van destruir tres pous d'aigua palestins, un a Al Baqa i dos a Wadi al-Ghrous. Segons Israel, es van construir sense els permisos necessaris. El 22 d'octubre de 2012, es va destruir un pou d'aigua a Wadi al-Ghrous.